# Cerotainia argyropus
Cerotainia argyropus är en tvåvingeart som beskrevs av Ignaz Rudolph Schiner 1868. Cerotainia argyropus ingår i släktet Cerotainia och familjen rovflugor.
Artens utbredningsområde är Colombia. Inga underarter finns listade i Catalogue of Life.